# Tsandzile Dlamini
Tsandzile Dlamini (...) è una politica e principessa swazilandese.

## Biografia

### Infanzia
La principessa Tsandzile è figlia dei defunti re Sobhuza II e inkhosikati Gogo Mngometulu. È quindi sorellastra del re Mswati III.

### Matrimonio
Ha sposato nel 1989 l'uomo d'affari Musa Felix Mdluli, in passato funzionario e sottosegretario del Ministero dell'Istruzione e della Formazione.
La famiglia del consorte, residente a Mashobeni nell'Inkhundla Timpisini, nel 2016 ha donato 140 capi di bestiame al re Mswati III come prezzo della sposa, durante un evento tenutosi nella residenza reale di Ludzidzini a Lobamba.

### Attività politica
La sua carriera in politica ha avuto inizio il 24 ottobre 2008, giorno in cui è stato annunciato il secondo gabinetto di Barnabas Sibusiso Dlamini, in cui la principessa Tsandzile, sotto nomina del re, ricopriva l'incarico di ministra delle Risorse Naturali e dell'Energia. Alla riconferma di Dlamini come primo ministro nel 2013, il 4 novembre è stata nominata ministra degli Affari Interni, concludendo il mandato il 5 settembre.
È stata nominata dal fratellastro amministratrice del distretto di Hhohho per il quinquennio 2018-2023. Di conseguenza ricopre anche la carica di vice del ministro dell'amministrazione e dello sviluppo dei Tinkhundla.

## Discendenza
Tsandzile Dlamini e Musa Felix Mdluli hanno un figlio e una figlia.

## Titoli e trattamento
- ? - 19 aprile 2018: Sua Altezza Reale, la principessa Tsandzile dello Swaziland[6]
- 19 aprile 2018 - attuale: Sua Altezza Reale, la principessa Tsandzile di eSwatini

## Ascendenza
|                            |     |                    | Genitori          |  |  | Nonni |  |  | Bisnonni                   |  |  | Trisnonni                 |  |
|                            |     |                    |                   |  |  |       |  |  | Dlamini IV dello Swaziland |  |  | Mswati II dello Swaziland |  |
|                            |     |                    |                   |  |  |       |  |  | Dlamini IV dello Swaziland |  |  | Mswati II dello Swaziland |  |
|                            |     | Nandzi Nkambule    |                   |  |  |       |  |  | Dlamini IV dello Swaziland |  |  |                           |  |
| Ngwane V dello Swaziland   |     |                    |                   |  |  |       |  |  | Dlamini IV dello Swaziland |  |  |                           |  |
|                            |     | Labotsibeni Mdluli | Matsanjana Mdluli |  |  |       |  |  |                            |  |  |                           |  |
|                            |     | Labotsibeni Mdluli | Matsanjana Mdluli |  |  |       |  |  |                            |  |  |                           |  |
|                            |     | Labotsibeni Mdluli | ...               |  |  |       |  |  |                            |  |  |                           |  |
| Sobhuza II dello Swaziland |     | Labotsibeni Mdluli |                   |  |  |       |  |  |                            |  |  |                           |  |
|                            |     | Ngolotjeni Nxumalo | ...               |  |  |       |  |  |                            |  |  |                           |  |
|                            |     | Ngolotjeni Nxumalo | ...               |  |  |       |  |  |                            |  |  |                           |  |
|                            |     | Ngolotjeni Nxumalo | ...               |  |  |       |  |  |                            |  |  |                           |  |
| Lomawa Ndwandwe            |     | Ngolotjeni Nxumalo |                   |  |  |       |  |  |                            |  |  |                           |  |
|                            |     | Msindvose Ndlela   | ...               |  |  |       |  |  |                            |  |  |                           |  |
|                            |     | Msindvose Ndlela   | ...               |  |  |       |  |  |                            |  |  |                           |  |
|                            |     | Msindvose Ndlela   | ...               |  |  |       |  |  |                            |  |  |                           |  |
| Tsandzile Dlamini          |     | Msindvose Ndlela   |                   |  |  |       |  |  |                            |  |  |                           |  |
|                            | ... | ...                |                   |  |  |       |  |  |                            |  |  |                           |  |
|                            | ... | ...                |                   |  |  |       |  |  |                            |  |  |                           |  |
|                            | ... | ...                |                   |  |  |       |  |  |                            |  |  |                           |  |
| ...                        | ... |                    |                   |  |  |       |  |  |                            |  |  |                           |  |
|                            |     | ...                | ...               |  |  |       |  |  |                            |  |  |                           |  |
|                            |     | ...                | ...               |  |  |       |  |  |                            |  |  |                           |  |
|                            |     | ...                | ...               |  |  |       |  |  |                            |  |  |                           |  |
| Gogo Mngometulu            |     | ...                |                   |  |  |       |  |  |                            |  |  |                           |  |
|                            |     | ...                | ...               |  |  |       |  |  |                            |  |  |                           |  |
|                            |     | ...                | ...               |  |  |       |  |  |                            |  |  |                           |  |
|                            |     | ...                | ...               |  |  |       |  |  |                            |  |  |                           |  |
| ...                        |     | ...                |                   |  |  |       |  |  |                            |  |  |                           |  |
|                            |     | ...                | ...               |  |  |       |  |  |                            |  |  |                           |  |
|                            |     | ...                | ...               |  |  |       |  |  |                            |  |  |                           |  |
|                            |     | ...                | ...               |  |  |       |  |  |                            |  |  |                           |  |
|                            |     | ...                |                   |  |  |       |  |  |                            |  |  |                           |  |